# Luxemburgse parlementsverkiezingen 1994
De Luxemburgse parlementsverkiezingen van 1994 werden op 12 juni 1994 gehouden. Hierbij werd voor een periode van vijf jaar een nieuwe samenstelling van de Kamer van Afgevaardigden gekozen.
De twee regeringspartijen CSV en LSAP verloren bij deze verkiezingen allebei één zetel, maar behielden een comfortabele meerderheid in het parlement. Onder leiding van zittend premier Jacques Santer vormden zij na de verkiezingen de regering-Santer-Poos III.
De liberale DP, de herenigde groene partij Déi Gréng en het Actiecomité voor Democratie en Pensioensgerechtigheid gingen er ieder één zetel op vooruit. De Communistische Partij van Luxemburg verdween uit het parlement.
Deze landelijke verkiezingen vielen in Luxemburg samen met de verkiezingen voor het Europees Parlement.

## Uitslag
| Partij | Partij | %     | Zetels | Verandering |
|        | Christelijk-Sociale Volkspartij (Chrëschtlech Soziale Vollekspartei)                                        | 31,4% | 21     | -1          |
|        | Luxemburgse Socialistische Arbeiderspartij (Lëtzebuerger Sozialistesch Aarbechterpartei)                    | 24,8% | 17     | -1          |
|        | Democratische Partij (Demokratesch Partei)                                                                  | 18,9% | 12     | +1          |
|        | De Groenen (Déi Gréng)                                                                                      | 10,9% | 5      | +1          |
|        | Actiecomité voor Democratie en Pensioensgerechtigheid (Aktiounskomitee fir Demokratie a Rentegerechtegkeet) | 7,0%  | 5      | +1          |
|        | Communistische Partij van Luxemburg (Kommunistesch Partei Lëtzebuerg)                                       | 1,6%  | -      | -1          |
| Totaal | Totaal | 100%  | 60     |             |